# Schleuderstab

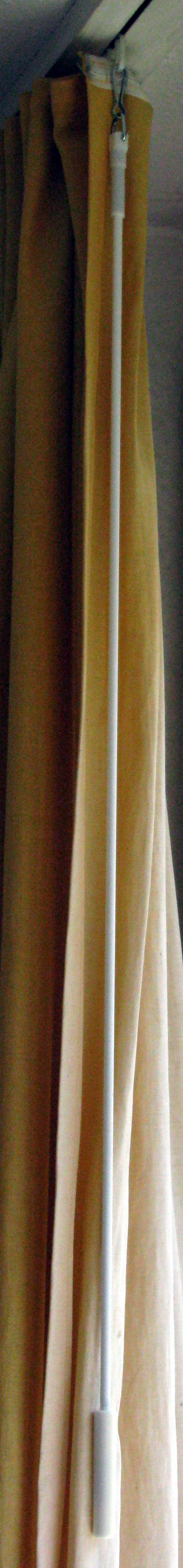
Schleuderstab aus beschichtetem Metall

Als Schleuderstab wird eine Stange zum Verschieben von Vorhängen bezeichnet. Der Schleuderstab ist ein Gardinenzubehör und dient dazu, Vorhänge zu öffnen und zu schließen bzw. zu verschieben, ohne dabei den empfindlichen Stoff des Vorhangs anzufassen und möglicherweise zu verschmutzen.

## Befestigung
Der Schleuderstab kann am Paneelwagen angebracht werden, indem er mit einem Karabinerhaken in die Öse eingehängt wird. Eine weitere Möglichkeit ist die Anbringung mittels spezieller Rollringe. Je nach Raumhöhe muss auf die richtige Länge der Schleuderstäbe geachtet werden; sie sollten nicht zu kurz ausfallen.

## Varianten
Schleuderstäbe sind in verschiedenen Materialien und Längen erhältlich. Die gängigsten Schleuderstäbe sind aus Plexiglas, Edelstahl und Aluminium. Aber auch Holz und Stahl sind erhältlich. Das Material sollte passend zur Aufhängung gewählt werden, um eine optische Einheit zu bilden. Die Farben der Schleuderstäbe beschränken sich meist auf Schwarz, Weiß, Silber und Gold. Aber auch transparente Schleuderstäbe sind erhältlich und sehr praktisch, da sie sehr dezent sind und somit perfekt zu jeder Fensterdekoration passen. Auch der Griff sollte zum Gesamtbild passen. Es gibt Schleuderstäbe mit eleganten Griffen, ohne Griff oder mit Griffmulden.
Eine Variante sind Schleuderkordeln, bei denen statt eines festen Stabes ein Stück Dekorationskordel verwendet wird das ebenfalls mit einem Karabinerhaken befestigt wird. Am unteren Ende ist dann meistens eine Quaste oder ebenfalls ein aus festem Material wie Kunststoff oder Holz bestehendes Griffstück angebracht.

## Vorteile
Schleuderstäbe verhindern zum einen, dass sich die Vorhänge durch das Hin- und Herschieben verziehen oder unschöne Ausbeulungen entstehen. Zum anderen schützen sie die Vorhänge vor Verschmutzungen, da sie nicht mehr mit der bloßen Hand angefasst werden müssen.